# Præsidentvalget i Island 1980
Præsidentvalget 1980 på Island.
| Vigdís Finnbogadóttir                            | 43 611  | 33,8 |
| Guðlaugur Þorvaldsson                            | 41 700  | 32,3 |
| Albert Guðmundsson                               | 25 599  | 19,8 |
| Pétur J. Thorsteinsson                           | 18 139  | 14,1 |
| Antal stemmer (valgdeltagelse 63%)               | 129 049 | 100  |
| Kilde: Ruv.is. Alle kandidaterne var uafhængige. |         |      |

| Valg | Spire Denne valgsartikel er en spire som bør udbygges. Du er velkommen til at hjælpe Wikipedia ved at udvide den. |